# Macrauchenia
Macrauchenia ("dugačka ljama", na temelju sada zamijenjenog latinskog izraza za lame, Auchenia, od grčkih pojmova koji doslovno znače "dugi vrat") je bio rod južnoameričkih sisavaca tipičan za red Litopterna, s dugim vratom i udovima, te tri prsta. Najstariji fosili potječu od prije 7 milijuna godina, a M. patachonica nestaje iz fosilnih zapisa tijekom kasnog pleistocena, prije 20 000 i 10 000 godina. M. patachonica je najbolje istražen pripadnik porodice Macraucheniidae, a poznata je po fosilnim ostacima iz Južne Amerike, pretežno iz formacije Lujan u Argentini. Prvi primjerak otkrio je Charles Darwin tijekom svog putovanja na Beagleu. Macrauchenia je izgledom sličila na bezgrbu devu, s kratkom surlom, iako nije u bliskom srodstvu ni s devama ni sa surlašima.

## Opis
Macrauchenia je imala tijelo pomalo slično devinom, sa zdepastim nogama, dugim vratom i relativno malenom glavom. Njena stopala su, međutim, više podsjećala na stopala nosoroga, s po tri kopita na svakom stopalu. Bila je relativno velika životinja, s duljinom tijela od oko 3 metra i težinom od 1042 kg.
Jedna izuzetno neobična osobina Macrauchenie je da je, za razliku od gotovo svih ostalih sisavaca, imala nosne otvore na vrhu glave, što je neke rane znanstvenike navelo na zaključak da ih je koristila kao disalicu, slično kao kitovi. Međutim, ta je teorija odbačena nakon nekih novijih otkrića. Alternativna teorija je da je imala surlu, koja je možda služila štićenju nosnica od prašine. Surla Macrauchenie može se usporediti s onom kod današnje saiga antilope.
Članci kod Macrauchenie pružali su joj neobično veliku pokretljivost, zbog čega je mogla brzo promijeniti pravac trčanja pri velikim brzinama.
Macrauchenia je, kao i njezin srodnik Theosodon, imala 44 zuba.

## Paleobiologija
Macrauchenia je bila biljojed i vjerojatno se hranila lišćem ili travom. Analize ugljikovih izotopa u zubnoj caklini vrste M. patachonica, kao i analize njezinog indeksa hipsodoncije (u ovom slučaju niske, tj. bila je brahiodont), veličine tijela i relativne širine njuške ukazuju na to da se hranila mješovito, i C3 lišćem i C4 travama. Paleontolozi vjeruju da je, zbog oblika svojih zuba, Macrauchenia jela koristeći surlu za hvatanje lišća i ostale hrane. Smatra se da je živjela u krdima kao današnji gnuovi ili antilope kako bi imala prednost nad grabežljivcima.
Kada se Macrauchenia prvi put pojavila, najvjerojatnije je bila plijen najvećih južnoameričkih grabežljivaca, velikih ptica neletačica poput Andalgalornisa i sparasodontida poput Thylacosmilusa. Tijekom kasnog pliocena/ranog pleistocena došlo je do formiranja panamske prevlake, što je omogućilo prelazak grabežljivaca sjevernoameričkog porijekla, poput pume, jaguara i sabljozube mačke (Smilodon populator) u Južnu Ameriku, gdje su zamijenili domaće grabežljivce.
Pretpostavlja se da se Macrauchenia većinom branila od grabežljivcima bjegom, a u slučaju neuspjeha udaranjem svojim dugim, snažnim nogama, slično kao današnja vikunja ili deva. Sposobnost da brzo mijenja pravac kretanja pri velikim brzinama možda joj je omogućavalo da izbjegne gonitelje.

## Povijest otkrića
Ostatke Macrauchenie prvi je otkrio Charles Darwin 9. veljače 1834. u luci Sv. Julijan u Patagoniji (Argentina), dok je HMS Beagle izviđao luku na svom drugom putovanju. Kao nestručnjak, on je provizorno identificirao otkrivene kosti noge i fragmente kralježnice kao ostatke "neke velike životinje, rekao bih mastodonta". Godine 1837., ubrzo nakon Beaglovog povratka, anatom Richard Owen otkrio je da su se među kostima nalazili leđni i vratni kralješci ogromnog stvorenja koje je nalikovalo na lamu ili devu i koju je Owen nazvao Macrauchenia patachonica. Prilikom određivanja naziva, Owen je upotrijebio izvorne grčke pojmove Μακρος (velik ili dug) i αυχην (vrat), kako ih je koristio Illiger, kao temelj za Auchenia kao naziv roda za lamu, vikunju itd. To je bilo jedno od otkrića koja su dovela do nastanka Darwinove teorije. Od tada je pronađeno još fosila roda Macrauchenia, uglavnom u Patagoniji, ali i u Boliviji, Čileu i Venecueli.

## Evolucija
Macrauchenia se javlja u južnoameričkim fosilnim zapisima starim oko 7 milijuna godina (iz epohe miocena). Vjerojatno je da je Macrauchenia evoluirala bilo od roda Theosodon ili roda Promacrauchenia. Taksoni Notoungulata i Litopterna bila su dva stara roda ungulata, koji su nastanjivali isključivo Južnu Ameriku. Mnoge od tih vrsta izumrle su zbog kompeticije do koje je došlo invazijom sjevernoameričkih ungulata tijekom velike američke razmjene životinja, nakon nastanka srednjeameričkog kopnenog mosta. Nekolicina onih koji su preživjeli razmjenu bili su Macrauchenia i Xenorhinotherium i veliki neungulati Toxodon i Mixotoxodon. Te posljednje izvorne južnoameričke životinje s kopitima izumrle su krajem lujanija (prije 10 000 do 20 000 godina), u vrijeme dolaska ljudi krajem pleistocena, zajedno s mnogobrojnim drugim velikim životinjama na američkom kontinentu (poput američkih surlaša, konja, kamelida i sabljozubih mačaka). Budući da je rod Macrauchenia bio posljednji predstavnik skupine Litopterna, njegovim izumiranjem zauvijek je nestala i ta skupina sisavaca.

## Reference u kulturi
Macrauchenia je prikazana u epizodi "Sabljozubi" dokumentarne serije Šetnja sa zvijerima, a nekoliko jedinki pojavilo se u filmu Blue Skya Ledeno doba iz 2002. i u njegovim nastavcima. Uključena je u simulacijskoj igri Zoo Tycoon kao dio Dinosaur Digs Theme Packa, u Wildlife Park 2: Crazy Zoo kao zvijer koju se može klonirati, a u Jurassic Park: Builder kao životinja Glacier Parka iz ograničenog izdanja. Njoj srodnoj Cramaucheniji Florentino Ameghino je dao naziv kao namjeran anagram od Macrauchenia.

## Vanjske poveznice
- Umjetnički prikaz  Arhivirana inačica izvorne stranice od 25. veljače 2021. (Wayback Machine)